# جان فارل (ورزشکار)
جان فارل (انگلیسی: John Farrell؛ ۲۸ اوت ۱۹۰۶ – June 20, 1994 (aged 87)) ورزشکار اسکیت سرعت اهل ایالات متحده آمریکا بود.
وی در مسابقات کشوری و بین‌المللی در مجموع برندهٔ ۱ مدال برنز شده‌است.